# 268년

## 연호
- 서진(西晉) 태시(泰始) 4년
- 오(吳) 보정(寶鼎) 3년

## 기년
- 서진(西晉) 무제(武帝) 4년
- 오(吳) 말제(末帝) 5년
- 신라(新羅) 미추 이사금(味鄒泥師今) 7년
- 고구려(高句麗) 중천왕(中川王) 21년
- 백제(百濟) 고이왕(古爾王) 35년

## 사건
- 신라, 봄과 여름에 비가 내리지 않아, 여러 신하들을 남당에 모아, 친히 정치와 형벌의 성공과 실패를 묻고, 또한, 관리 다섯 명을 보내 둘러보게 하여, 백성의 괴로움과 근심을 물었다.

## 사망
- 12월 26일 - 교황 디오니시오, 25대 로마 교황.

## 참고 문헌
- 김부식 (1145). 〈권02 미추 이사금 條〉. 《삼국사기》.